# Арген

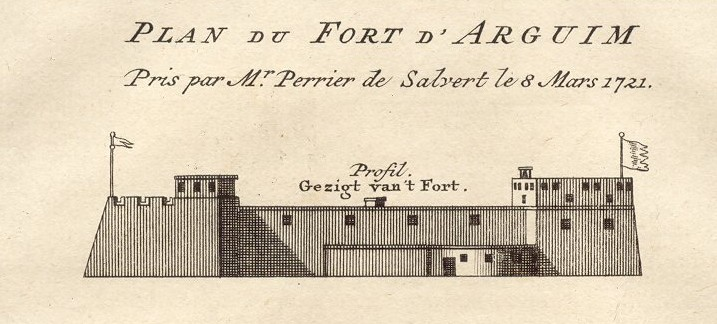
Португальский форт Арген в 1721 году

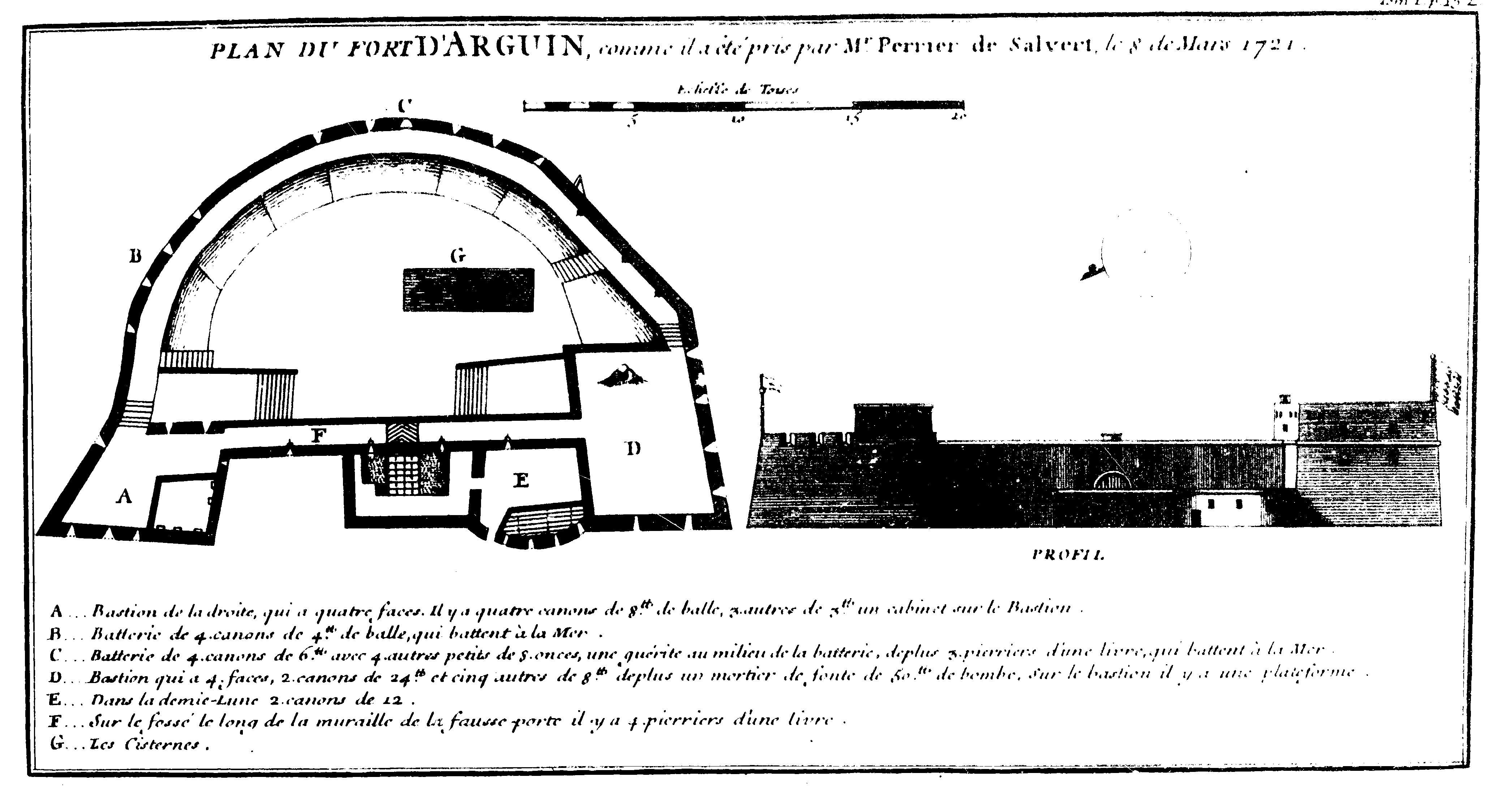
План Аргена (1721 год)

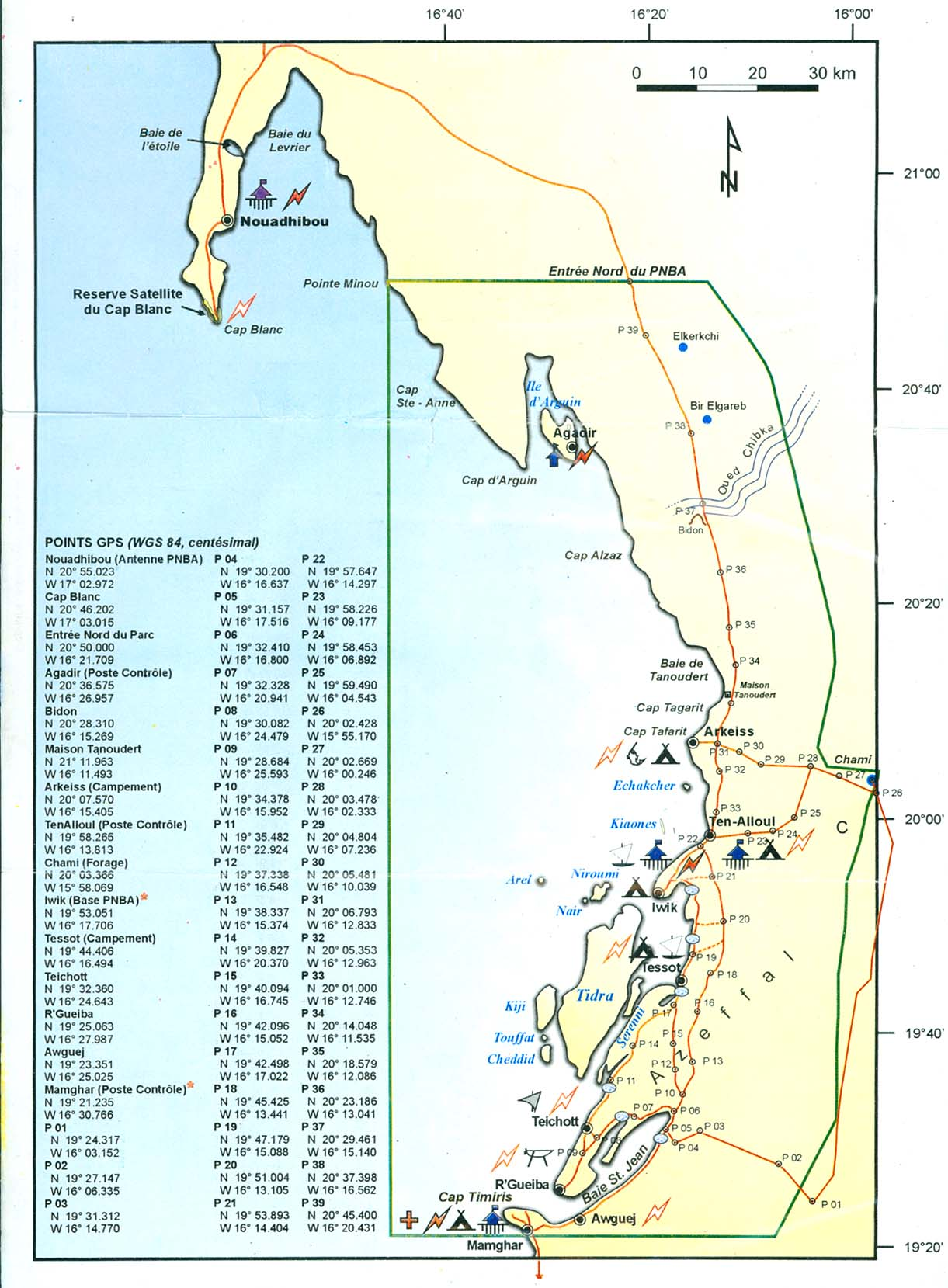
Карта национального парка Банк-д’Арген, включая острова Иль-де-Тидра и Арген

Арген (фр. Arguin) — остров у побережья Мавритании. Его размер составляет примерно 6×2 км, вокруг него находятся обширные и опасные рифы. Остров теперь является частью национального парка Банк-д’Арген.
Расположен в 80 км к юго-западу от полуострова Капо-Бланко, в маленьком укрытом заливе. Сухой климат и якорная стоянка, находящаяся в плохом состоянии, препятствуют основанию постоянных поселений на острове; прибрежные рифы являются главным районом рыбного промысла. Также остров является важным центром ловли черепах и производства гуммиарабика.

## История
Остров был открыт в XV веке. В различное время находился под управлением португальцев, голландцев, англичан и французов. В июле 1816 году французский фрегат «Медуза», перевозивший французские войска в Сенегал с целью его дальнейшего захвата, потерпел крушение близ Аргена, погибло 350 человек.
В 1960 году вошёл в состав только что образованного государства Мавритания.